# 膏田镇
膏田乡，是中华人民共和国重庆市秀山土家族苗族自治县下辖的一个乡镇级行政单位。

## 行政区划
膏田乡下辖以下地区：
廷昌村、枫香塘村、水车村、水田村、漆园村、高东村、茅坡村和道罗村。